# Gryon molinai
Gryon molinai är en stekelart som först beskrevs av Blanchard 1927.  Gryon molinai ingår i släktet Gryon och familjen Scelionidae. Inga underarter finns listade i Catalogue of Life.